# La Couture (Wandea)
La Couture – miejscowość i gmina we Francji, w regionie Kraj Loary, w departamencie Wandea.
Według danych na rok 1990 gminę zamieszkiwało 169 osób, a gęstość zaludnienia wynosiła 24 osób/km² (wśród 1504 gmin Kraju Loary La Couture plasuje się na 1078. miejscu pod względem liczby ludności, natomiast pod względem powierzchni na miejscu 1122.).